# Vodafone România
Vodafone România S.A. – drugi co do wielkości operator telefonii komórkowej w Rumunii. Firma rozpoczęła swoją działalność kwietniu 1997 roku jako pierwsza rumuńska sieć GSM. Do października 2005 roku znana była pod nazwą Connex, od października 2005 do kwietnia 2006 jako Connex-Vodafone, a w kwietniu 2006 – pod nazwą Vodafone România.
Vodafone obejmuje swoim zasięgiem 95% mieszkańców Rumunii i ma ponad 6 130 000 abonentów (szacunek na koniec 2005 roku), co stanowi 45% rumuńskiego rynku.